# Anton Eger
Anton Wilhelm Eger (Oslo, 9 december 1980) is een Zweedse jazzdrummer. Hij speelt in de groepen JazzKamikaze en Phronesis.

## Biografie
Eger studeerde jazz aan het Rytmisk Musikkonservatorium in Kopenhagen bij Django Bates. Hij drumde op Bates' album Spring is Here (Shall We Dance?) (2008). Met het Scandinavische kwintet JazzKamikaze maakte hij sinds 2005 meerdere albums en speelde hij op internationale festivals als Kongsberg Jazzfestival, Moldejazz, North Sea Jazz Festival, Bangkok Jazz Festival en zelfs op de opening van het Carneval in Rio de Janeiro.
In 2005 richtte hij het trio Phronesis op met Ivo Neame en Jasper Høiby, dat zeer succesvol was en tot nog toe zes albums uitbracht.
Daarnaast werkte hij met Marius Neset, in het kwartet People Are Machines (met daarin ook Petter Eldh en Magnus Hjorth), alsook met het trio The World, Daniel Heløy Davidsen, Daniel Herskedal, Veronica Mortensen, Morten Schantz en met Kill Screen Music.